# Macrocheira kaempferi
El cangrejo gigante japonés (タカアシガニ
 takāshigani?, lit. "Cangrejo de patas largas") (Macrocheira kaempferi) es una especie de crustáceo decápodo del infraorden Brachyura. Pertenece al grupo de los centollos, que se caracterizan por su caparazón triangular y sus largas patas, si se toma la distancia entre la punta de sus patas, se puede considerar el artrópodo más largo que haya existido, siendo esta de más de 4 metros superando a Arthropleura de 3 metros de largo. 

## Descripción
Es un animal que vive en las profundidades del Océano Pacífico y las costas de Japón. Se caracteriza por ser ciego, tener un oído muy desarrollado y tener unos pelos sensibles a las ondas de sonido submarinas, esto le permite captar ondas de sonido aún cuando sus propios oídos no puedan hacerlo.

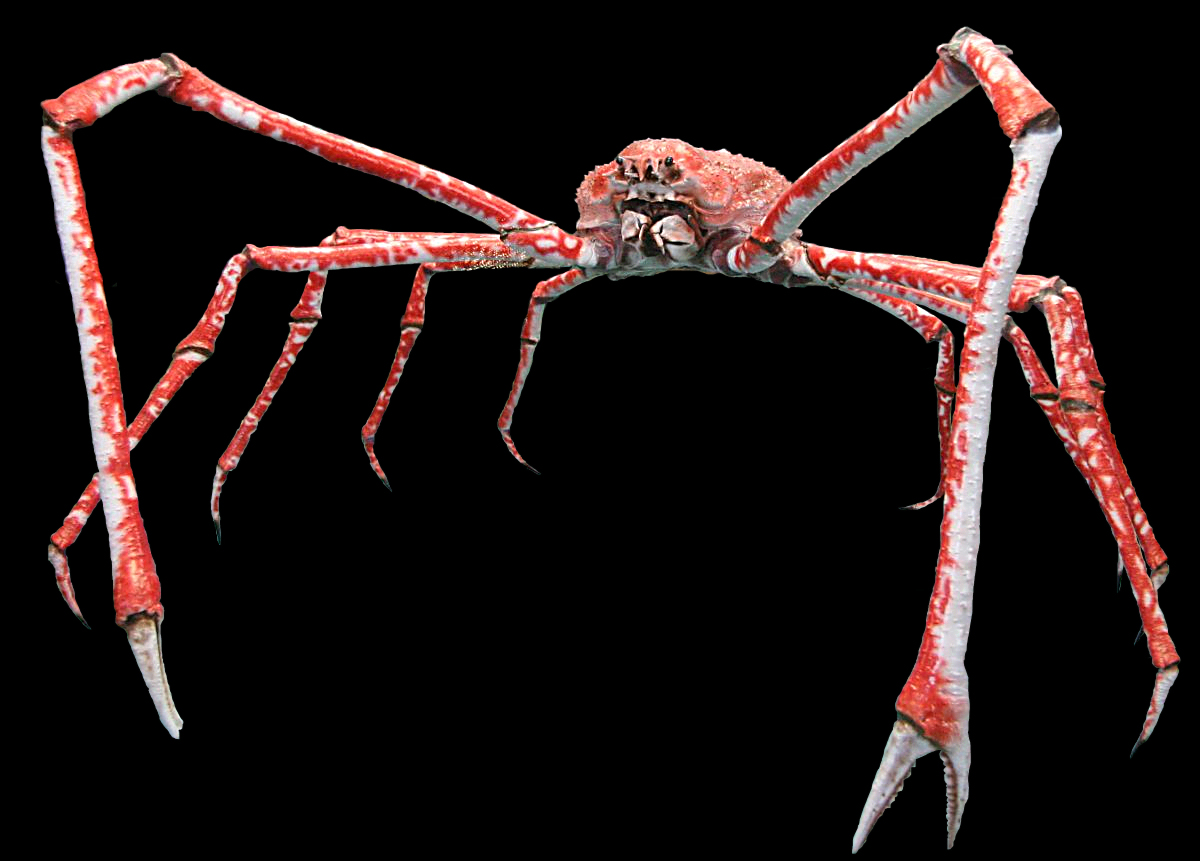
Macrocheira kaempferi

Es el artrópodo vivo más grande, por longitud, del mundo. Sus patas llegan a medir más de 2 metros de largo, cantidad que, sumada al comparativamente pequeño cuerpo, le otorga un diámetro total de cuatro metros. 
Las patas que tienen las pinzas son más largas que las demás.
El cangrejo es de color naranja, con puntos blancos a lo largo de las patas.

## Camuflaje
La cripsis de los Macrocheira kaempferi consiste en que se adhieren restos que encuentran en el mar a sus cuerpos para camuflarse con ellos; cuando cambian de ambiente, a menudo cambian asimismo de restos adheridos, por lo que también se denominan cangrejos decorativos o cangrejos enmascarados.